# Led Zeppelin Box Set, Vol. 2
1993. szeptember 21-én jelent meg a Led Zeppelin Led Zeppelin Box Set, Vol. 2 című 2 CD-s box setje. Azok a dalok szerepelnek rajta, melyek az előző részre nem kerültek rá; helyet kapott rajta egy korábban kiadatlan dal is, a "Baby Come on Home".

## Az album dalai

### 1. lemez
1. "Good Times Bad Times"
2. "We're Gonna Groove"
3. "Night Flight"
4. "That's the Way"
5. "Baby Come on Home" (korábban nem jelent meg)
6. "The Lemon Song"
7. "You Shook Me"
8. "Boogie with Stu"
9. "Bron-Yr-Aur"
10. "Down by the Seaside"
11. "Out on the Tiles"
12. "Black Mountain Side"
13. "Moby Dick"
14. "Sick Again"
15. "Hot Dog"
16. "Carouselambra"

### 2. lemez
1. "South Bound Saurez"
2. "Walter's Walk"
3. "Darlene"
4. "Black Country Woman"
5. "How Many More Times"
6. "The Rover"
7. "Four Sticks"
8. "Hats off to (Roy) Harper"
9. "I Can't Quit You Baby"
10. "Hots on for Nowhere"
11. "Living Loving Maid (She’s Just a Woman)"
12. "Royal Orleans"
13. "Bonzo's Montreux"
14. "The Crunge"
15. "Bring It on Home"
16. "Tea for One"

### A dalok az eredeti albumokon
- Led Zeppelin:

1. CD/1., 7., 12.
2. CD/5., 9.
- Led Zeppelin II:

1. CD/6., 13.
2. CD/11., 15.
- Led Zeppelin III:

1. CD/4., 11.
2. CD/8.
- Led Zeppelin IV:

2. CD/7.
- Houses of the Holy:

2. CD/14.
- Physical Graffiti:

1. CD/3., 8-10., 14.
2. CD/4., 6.
- Presence:

2. CD/10., 12., 16.
- In Through the Out Door:

1. CD/15-16.
2. CD/1.
- Coda:

1. CD/2.
2. CD/2-3., 13.

## Közreműködők
Lásd az eredeti albumoknál.